# Bullonatura

Bullonatura

La bullonatura è un procedimento tecnologico per realizzare giunzioni tra componenti di una struttura, tramite l'applicazione di bulloni. A differenza della chiodatura, i giunti bullonati sono smontabili. Le giunzioni bullonate possono essere di tre tipologie: bullonature a trazione, bullonature ad attrito e taglio e bullonature a sforzi misti.

## Bullonature a trazione
Le bullonature a trazione si realizzano quando si vuole procedere ad unire elementi strutturali flangiati prevedono che lo sforzo sia diretto in direzione parallela a quella del gambo del bullone, esse possono essere non precaricate o precaricate.
Nel caso di una giunzione precaricata e in assenza di carichi esterni la giunzione è sottoposta alla sola forza di serraggio, normalmente indicata con FP; quando si applica uno sforzo normale, FN, alla giunzione si determina un aumento della trazione del gambo della vite di una quantità X e, di conseguenza, una diminuzione della compressione delle lamiere Y da cui, all'equilibrio, si ricava{\displaystyle F_{N}=X+Y}Per effetto della differente rigidezza tra lamiera e vite si determina che solo il 10% dello sforzo applicato si applica al gambo, da cui, si può ricavare che non si ha distacco delle lamiere fino a quando non si ottiene che:{\displaystyle F_{N}=1,1*F_{P}}Tale valore, definito stato limite di servizio. rappresenta il massimo sforzo applicabile senza avere il collasso della giunzione, oltre questo punto, quindi, le lamiere non sarebbero più a contatto e l'unica forza agente sul gambo del bullone sarebbe FN.
In caso di assenza di precarico il bullone è soggetto alla sola forza FN.
Nella fase di progettazione di una giunzione a trazione va determinato lo stato limite ultimo, che si determina come:{\displaystyle F_{t,Ed}=\min(F_{t,Rd}B_{b,Rd})}dove compaiono la resistenza a trazione del bullone e la resistenza a punzonamento della lamiera che si determinano come segue:
- Resistenza a trazione{\displaystyle F_{t,Rd}={\frac {0.9\cdot f_{tb}\cdot A_{res}}{\gamma _{M2}}}}dove ftb indica la tensione di rottura del materiale del bullone, Ares indica la sezione resistente del bullone pari al 75% dell'area nominale e ΎM2 è un coefficiente di sicurezza normalmente pari a 1,25.

- Resistenza a punzonamento{\displaystyle B_{p,Rd}={\frac {0.6\cdot \pi \cdot d_{m}\cdot t_{p}\cdot f_{tk}}{\gamma _{M2}}}}dove dm è il minore tra i diametri delle teste di vite e dado, tp è lo spessore della lamiera e ftk è la tensione di rottura del materiale delle lamiere, come nel caso precedente ΎM2 è un coefficiente di sicurezza normalmente pari a 1,25.[2]

## Bullonature a attrito e taglio

Esempio di bullonatura a taglio con due e tre lamiere

In questo tipo di bullonature prevede che lo sforzo sia in direzione ortogonale rispetto all'asse del bullone, anche queste possono essere non precaricate (a contatto) o precaricate  (ad attrito).
Il comportamento di questo genere di unioni si evolve in quattro fasi differenti che si susseguono in questo modo:
1. il precarico è sufficiente a mantenere le lamiere a contatto per effetto dell'attrito tra le superfici
2. le lamiere scivolano reciprocamente fino a giungere a contatto con il gambo del bullone
3. si ha una deformazione elastica dei materiali
4. le deformazioni oltrepassano il campo elastico e si ha il collasso della giunzione.

La definizione degli stati limite di una simile unione si basa sull'analisi delle fasi 2 e 4 che si indicano in particolare come stato limite di slittamento (che definisce un'unione ad attrito) e stato limite di resistenza (che definisce un'unione a taglio).

### Unioni ad attrito
Questa tipologia di unione limita la deformabilità della giunzione sfruttando il precarico del bullone, normalmente alto-resistenziale, per impedire lo scorrimento fra gli elementi bullonati; l'unione è in equilibrio fino a quando lo sforzo applicato non è superiore alla forza che ciascun bullone può generare e che è determinabile come segue:{\displaystyle F_{Rdb,a}={\frac {n\cdot \mu \cdot F_{pd}}{\gamma _{M3}}}}dove n rappresenta il numero di superfici a contatto, μ il coefficiente di attrito, Fpd il precarico e  ΎM3 è un coefficiente di sicurezza variabile tra 1,1 e 1,25.

### Unioni a taglio
Quando lo sforzo è tale da portare le lamiere in contatto col il gambo della parte filettata e le deformazioni superano i limiti del campo elastico l'unione viene definita a taglio e può andare incontro a collasso per rottura del bullone o della lamiera.
La determinazione dello stato limite ultimo è determinata, quindi come segue:{\displaystyle F_{c,Rd}=\min(F_{v,Rd}B_{b,Rd})}dove compaiono la resistenza a trazione del bullone e la resistenza a punzonamento della lamiera che si determinano come segue:
- Resistenza a trazione{\displaystyle F_{t,Rd}={\frac {\omega \cdot f_{tb}\cdot A_{i}}{\gamma _{M2}}}}dove ω vale 0,5 in caso di organi di classe 6.8 e 10.9 o 0,6 negli altri casi, ftb indica la tensione di rottura del materiale del bullone, Ai indica la sezione resistente del bullone pari all'area nominale nel caso di contatto con la parte non filettata del gambo o al 75% della stessa nel caso di contatto con la parte filettata e ΎM2 è un coefficiente di sicurezza normalmente pari a 1,25.

- Resistenza al rifollamento{\displaystyle F_{p,Rd}={\frac {\kappa \cdot \alpha \cdot d\cdot t_{p}\cdot f_{tk}}{\gamma _{M2}}}}dove κ e α sono coefficienti che includono gli effetti degli sforzi nella lamiera e degli interassi dei fori, d è il diametro del gambo del bullone, tp è lo spessore della lamiera e ftk è la tensione di rottura del materiale delle lamiere, come nel caso precedente ΎM2 è un coefficiente di sicurezza normalmente pari a 1,25.[5]

## Bullonature a sforzi misti
Questo tipo di unione è da considerarsi un ibrido tra le precedenti poiché gli sforzi sono applicati sia direzione parallela che ortogonale rispetto all'asse del bullone.